# Eucharia flavescens
Eucharia flavescens là một loài bướm đêm thuộc phân họ Arctiinae, họ Erebidae.